# Louis de Branges
Louis de Branges (francès: Louis de Branges de Bourcia)  (Neuilly-sur-Seine, 21 d'agost de 1932) és un matemàtic estatunidenc nascut a França.

## Vida i Obra
De Branges va néixer a París, fill d'una família franco-americana. Durant la Segona Guerra Mundial es van traslladar als Estats Units i el noi va ser escolaritzat a Delaware. El 1953 es va graduar en matemàtiques al Massachusetts Institute of Technology i el 1957 va obtenir el doctorat a la universitat Cornell. A continuació va ser professor ajudant del Lafayette College de Easton (Pennsilvània) i, després de ser membre de l'Institut d'Estudis Avançats de Princeton durant el curs 1959-1960, va ser professor successivament al Bryn Mawr College i a l'Institut Courant. El 1962 va ser nomenat professor a la universitat Purdue, on ha fet tota la seva carrera acadèmica.
De Branges és recordat, sobre tot, per haver demostrat el 1984 la conjectura de Bieberbach, (que des de llavors va passar a denominar-se Teorema de De Branges) a partir de dos recursos totalment inesperats: la teoria d'operadors i les funcions especials. Aquesta conjectura, enunciada per Ludwig Bieberbach el 1916, postulava que era possible fer una aplicació d'una superfície de qualsevol forma sobre una altra superfície de forma diferent.
L'any 2004 també va anunciar una demostració de l'hipòtesi de Riemann, però, tot i haver estat revisada el 2008, aquesta demostració no ha estat acceptada com correcta per la comunitat matemàtica.